# Kanton Villecresnes
Kanton Villecresnes is een voormalig kanton van het Franse departement Val-de-Marne. Kanton Villecresnes maakte deel uit van het arrondissement Créteil en telde 22.829 inwoners (1999). 
Het werd opgeheven bij decreet van 17 februari 2014 met uitwerking in maart 2015.

## Gemeenten
Het kanton Villecresnes omvatte de volgende gemeenten:
- Mandres-les-Roses
- Marolles-en-Brie
- Périgny
- Santeny
- Villecresnes (hoofdplaats)